# Jaguar XJR-11
El Jaguar XJR-11 es un automóvil de carreras sport prototipo construido por la empresa inglesa Jaguar entre 1989 y 1990 para su participación en el Campeonato Mundial de Resistencia.
Poseía motor V6 de 3,5 litros.

## Palmarés
- Una victoria en los 1000 km de Silverstone en 1990 con los pilotos Martin Brundle y Alain Ferté.

## Pilotos de Jaguar XJR-11
- Martin Brundle
- Alain Ferté
- Jan Lammers
- Patrick Tambay
- Andy Wallace